# Вейк, Томас
Вейк Томас (нидерл. Thomas Wijck; в ряде источников описывается как Томас Вик; около 1616[…], Бевервейк, Северная Голландия — 19 августа 1677, Харлем) — гравёр и художник Золотого века голландской живописи.

## Биография
Вейк Томас родился в 1616 году в городе Бевервейке; художественное развитие получил в Италии, под руководством отца. 

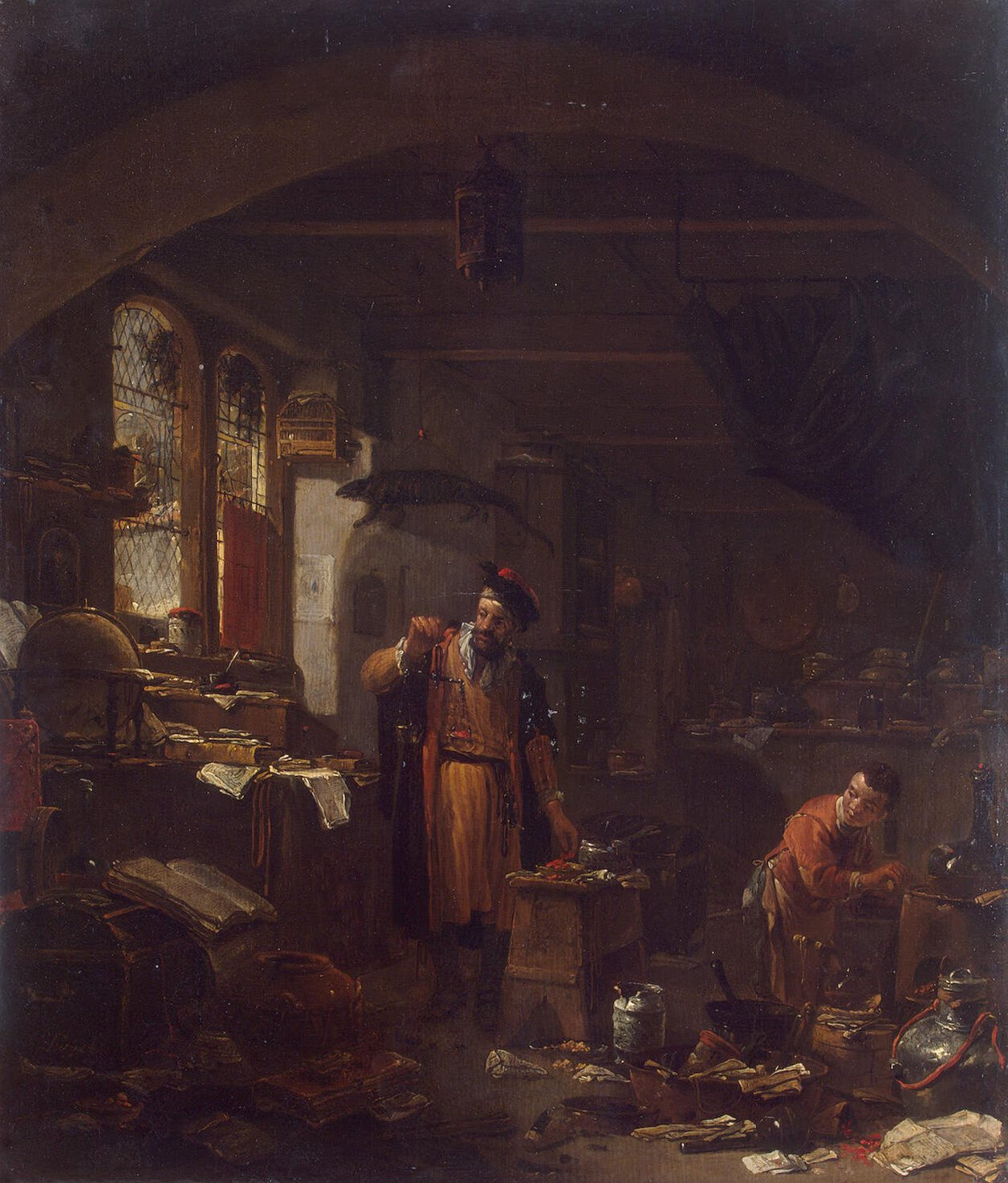
Вейк Томас:
«Алхимик в своей лаборатории».
(Государственный Эрмитаж).

Вейк писал приморские виды, порты, пейзажи с развалинами, дворцами и другими зданиями итальянского стиля, внутренности сельских хижин, постоялые дворы, ярмарки, лаборатории алхимиков; в некотором отношении, по мнению заслуженного профессора Императорского Санкт-Петербургского университета Ф. Ф. Петрушевского, он напоминает стиль Питера ван Лара. Вейк писал и фигуры, имеющие второстепенное значение в сюжетах его картин, но иногда в его пейзажах встречаются фигуры, писанные Адрианом ван де Вельде. 
Имя Вейка сохранилось в архивах цеха художников, известного под названием Гильдия Святого Луки. В 1660 году вейк был назначен старшим (деканом) этого цеха. 
Вейк занимался также гравированием крепкой водкой сцен и пейзажей во вкусе Лара; его гравюры, отличающиеся прекрасным соблюдением светотени. 
Живопись Вика приятного, теплого колорита, но его нельзя считать вполне национальным художником. Долгое пребывание в Италии, этюды, там сделанные, которыми он пользовался для своих позднейших картин, — все это сильно ослабляет его значение в голландской школе, хотя и есть несколько его картин, изображающих внутренности голландских жилищ, пейзажи с дюнами и т.п.
В Эрмитаже хранятся несколько его картин, среди которых: «Учёный за чтением книги», «Учёный за письменной работой» и «Алхимик в своей лаборатории».
Вейк Томас умер 19 августа 1677 года в Харлеме.